# Eryngium proliferum
Eryngium proliferum là một loài thực vật có hoa trong họ Hoa tán. Loài này được Brade mô tả khoa học đầu tiên năm 1946.